# Ralph Benatzky
Ralph Benatzky (5 de junio de 1884-16 de octubre de 1957) es un compositor austriaco de origen checo.
Nació en Mährisch, Budwitz -Moravské Budějovice en checo-, Moravia, perteneciente entonces al Imperio austriaco. Benatzky trabajó principalmente en Viena. Compuso óperas y operetas, como Casanova (1928), Die drei Musketiere ("Los tres mosqueteros", 1929), Im weißen Rössl ("La posada del Caballito Blanco", 1930), y Meine Schwester und ich (1930). Murió en Zúrich, Suiza.
A menudo se dice, erróneamente, que Benatzky era judío debido a un error publicado en un libro de músicos judíos durante la Segunda Guerra Mundial. Benatzky no lo era, pero se casó dos veces con mujeres judías: Josma Selim, una cantante (Hedwig Josma Fischer; nacida en Viena en el año 1884; muerta en Berlín en 1929) y Melanie "Mela" Hoffmann, una bailarina. Lo que sí es cierto es que se marchó de Alemania cuando los nazis subieron al poder, primero a París y luego a Viena. Con el Anschluss se fue a Estados Unidos, trabajando en Hollywood. No volvió a Europa hasta después de la guerra.

## Obras
- Laridon (1911)
- Cherchez la femme (1911)
- Der lachende Dreibund (1913)
- Anno 14 (1914)
- Liebe im Schnee (1916)
- Die tanzende Maske (1918)
- Die Verliebten (1919)
- Apachen (1920)
- Ein Märchen aus Florenz (1923)
- Casanova (1928), con música de Johann Strauss (hijo)
- Die drei Musketiere (1929)
- Im weissen Rössl (1930)
- Meine Schwester und ich (1930)
- Zur goldenen Liebe (1931)
- Zirkus Aimée (1932)
- Büxl (1932)
- Reichste Mann der Welt (1935)
- Der König mit dem Regenschirm (1935)
- Axel an der Himmelstür (1936)
- Majetät – Privat (1937)
- Herzen im Schnee (1937)
- Der Silberhof (1941)